# Abeona
Abeona er i den romerske mytologi gudinde for beskyttelse af børn, der for første gang forlader deres forældres hjem.
Abeona var en af et antal af romerske di indigetes – indfødte guder og gudinder der prædaterede de mange senere importerede og synkretistiske guder.